# Le Mesnil-Opac
Le Mesnil-Opac település Franciaországban, Manche megyében. Lakosainak száma 249 fő (2018. január 1.). Le Mesnil-Opac Moyon-Villages, Bourgvallées, Troisgots, Saint-Martin-de-Bonfossé, Saint-Romphaire, Le Mesnil-Herman és Bourgvallées községekkel határos.

## Népesség
A település népességének változása:
| Lakosok száma | 285  | 265  | 211  | 200  | 215  | 257  | 270  | 268  | 253  | 249  |
|               | 1962 | 1968 | 1982 | 1990 | 1999 | 2008 | 2011 | 2013 | 2017 | 2018 |